# Todo el mundo habla de Jamie
Everybody's Talking About Jamie (Todo el mundo habla de Jamie) es un musical basado en la vida real de Jamie Campbell, con música de Dan Gillespie Sells y letras de Tom MacRae. El musical inspirado en el documental de televisión británico de 2011 «Jamie: Drag Queen a los 16 años», dirigido por Jenny Popplewellnarra la vida de Jamie mientras supera los prejuicios y el acoso para salir de su oscuridad y convertirse en una drag queen.

## Trama
Jamie New es un adolescente de 16 años que estudia en Sheffield, Inglaterra, y lo único que quiere ser de grande es una drag queen. Con la ayuda de sus amigos y de su amorosa madre, Margaret, consigue hacer realidad su sueño.

## Números musicales
Acto I
- "And You Don't Even Know It" – Jamie, Miss Hedge y elenco de estudiantes
- "The Wall in My Head" – Jamie
- "Spotlight" – Pritti y elenco de estudiantes (mujeres)
- "Spotlight (Reprise) (Star of the Show)" – Jamie y Pritti
- "The Legend of Loco Chanelle (and the Blood Red Dress)" – Hugo y las Legs Eleven Girls
- "The Legend of Loco Chanelle (and the Blood Red Dress)" (Reprise) – Hugo
- "If I Met Myself Again" – Margaret
- "Work of Art" – Miss Hedge, Jamie, Dean y elenco
- "Over the Top" – Hugo y las Legs Eleven Girls
- “Out Of The Darkness” - Ensamble

Acto II
- "Everybody's Talking About Jamie" – Elenco
- "Limited Edition Prom Night Special" – Jamie, Ray y Margaret
- "It Means Beautiful" – Pritti
- "It Means Beautiful" (Reprise) – Pritti
- "Ugly in This Ugly World" – Jamie
- "He's My Boy" – Margaret
- "And You Don't Even Know It" (Bus Station Reprise) – Jamie
- "My Man, Your Boy" – Jamie y Margaret
- "The Prom Song" – Elenco
- "Finale" – Ensamble
- "Out of the Darkness (A Place Where We Belong)" – Ensamble

## Grabaciones

#### Everybody's Talking About Jamie (The Concept Album) (2017)
Everybody's Talking About Jamie (The Concept Album) fue estrenado el 15 de febrero de 2017 por la discográfica Wilton Way Records, con John McCrea, Sophie Ellis-Bextor, Betty Boo, Dan Gillespie Sells y Josie Walker.

#### Álbum del Elenco Original de West End (2018)
La grabación del elenco original de West End estuvo disponible para su compra en CD y en línea a través de Broadway Records el 27 de abril de 2018, incluyendo a todos los miembros del elenco del West End y pistas del musical.

## Elenco
| Personaje                      | Sheffield          | West End                       | Gira del Reino Unido                      | Los Ángeles                  | México                           | Gira del Reino Unido y Londrés               |
| Personaje                      | (2017)             | (2017)                         | (2021)                                    | (2022)                       | (2023)                           | (2023/24)                                    |
| ------------------------------ | ------------------ | ------------------------------ | ----------------------------------------- | ---------------------------- | -------------------------------- | -------------------------------------------- |
| Jamie New                      | John McCrea        | John McCrea                    | Layton Williams                           | Layton Williams              | Nelson Carreras, Joaquín Bondoni | Ivano Turco                                  |
| Margaret New                   | Josie Walker       | Josie Walker                   | Amy Ellen Richardson                      | Melissa Jacques              | Flor Benítez, María Filippini    | Rebecca Mckinnis                             |
| Pritti Pasha                   | Lucie Shorthouse   | Lucie Shorthouse               | Sharan Phull                              | Hiba Elchikhe                | Vanessa Bravo                    | Talia Palamathanan                           |
| Leigh/Ray                      | Mina Anwar         | Mina Anwar                     | Shobna Gulati                             | Shobna Gulati                | Luz Aldán                        | Shobna Gulati                                |
| Hugo Battersby / Loco Chanelle | Charles Dale       | Phil Nichol                    | Shane Richie Bianca Del Rio (Roy Haylock) | Bianca Del Rio (Roy Haylock) | Alberto Lomnitz, Rogelio Suárez  | John Partridge Kevin Clifton Darren Day      |
| Miss Hedge                     | Tamsin Carroll     | Tamsin Carroll                 | Lara Denning                              | Gillian Ford                 | Tanya Valenzuela                 | Hayley Tamaddon Giovanna Fletcher Sam Bailey |
| Dean Paxton                    | Luke Baker         | Luke Baker                     | George Sampson                            | George Sampson               | Diego Meléndez                   | Jordan Ricketts                              |
| Laika Virgin                   | Spencer Stafford   | Vileda Moppe (Alex Anstey)     | Mary Mac (John Paul McCue)                | David O’Reilly               | Liza Zan Zuzzi                   | Ky Kelly (Anthony Glyde)                     |
| Jamie's Dad (Wayne New)        | Spencer Stafford   | Ken Christiansen               | Cameron Johnson                           | Cameron Johnson              | Efraín Berry                     | Akshay St Clair                              |
| Sandra Bollock                 | Raj Ghatak         | Vinegar Strokes (Daniel Jacob) | Cameron Johnson                           | Leon Craig                   | Regina Voce                      | Garry Lee                                    |
| Tray Sophisticay               | James Gillan       | James Gillan                   | Rhys Taylor                               | James Gillan                 | Leexa Fox                        | David Mcnair                                 |
| Becca                          | Gabrielle Brooks   | Lauran Rae                     | Talia Palamathanan                        | Talia Palamathanan           | Desiree Pérez                    | Annabelle Laing                              |
| Bex                            | Harriet Payne      | Harriet Payne                  | Jessica Meegan                            | Harriet Payne                | Ana Sofía Cordero                | Jessica Daugirda                             |
| Fatimah                        | Courtney Bowman    | Courtney Bowman                | Jodie Knight                              | Jodie Knight                 | Fernanda Terán                   | Rhiannon Bacchus                             |
| Vicki                          | Kirstie Skivington | Kirstie Skivington             | Kazmin Borrer                             | Kazmin Borrer                | Daniela Rodríguez                | Liv Ashman                                   |
| Mickey                         | Barney Hudson      | Ryan Hughes                    | Ellis Brownhill                           | Ryan Hughes                  | Diego López                      | Thomas Walton                                |
| Sayid                          | Kush Khanna        | Jordan Cunningham              | Adam Taylor                               | Adam Taylor                  | Bobby Mendoza                    | Geoff Berrisford                             |
| Cy                             | Shiv Rabheru       | Shiv Rabheru                   | Richard Appiah-Sarpong                    | Richard Appiah-Sarpong       | Karlo Rodríguez                  | Joshian Angelo Omana                         |
| Levi                           | Daniel Davids      | Daniel Davids                  | Simeon Beckett                            | Zion Battles                 | Kevin Hernández                  | Luca Moscardini                              |

## Producciones

### Sheffield y West End (2017-2021)
El musical se estrenó en el Crucible Theatre de Sheffield el 13 de febrero de 2017, dirigido por Jonathan Butterell. Se trasladó al West End en el Apollo Theatre a partir del 6 de noviembre de 2017 y la mayor parte del elenco del Crucible Theatre regresó.

### Gira del Reino Unido (2020-2022)
Comenzó el 8 de febrero de 2020, inaugurada en el Lyceum Theatre de Sheffield, protagonizada por Layton Williams y Shane Richie repitiendo sus papeles de Jamie y Hugo/Loco Chanelle de la producción del West End. 

### Seúl (2020)
La versión coreana tuvo su estreno en el LG Arts Center de Seúl del 4 de julio al 11 de septiembre de 2020. Jo Kwon de 2AM, Ren de NU'EST, MJ de Astro y Shin Joo-hyup compartieron el papel de Jamie. 

### Japón (2021)
La producción japonesa fue anunciada en febrero de 2021. Con producciones en 3 ciudades: Tokio (del 8 de julio al 29 de agosto, Brillia HALL), Osaka (del 4 al 12 de septiembre, Shin Kabukiza) y Aichi (25 y 26 de septiembre, Teatro de Arte de la Prefectura de Aichi). El elenco presenta a Win Morisaki y Fu Takahashi como Jamie New. El elenco también cuenta con artistas consagrados, como Zen Ishikawa como Hugo, Chizu Hosaka como Ray, Kiyotaka Imai como el padre de Jamie y Sandra Bollock y Keigo Yoshino como Laika Virgin. 

### Los Ángeles (2022)
Se estrenó el 16 de enero de 2022 hasta el 20 de febrero en Estados Unidos en el Ahmanson Theatre de Los Ángeles.  Layton Williams y Bianca Del Rio retomaron sus papeles como Jamie New y Hugo/Loco Chanelle respectivamente.  

### Gira por el Reino Unido y Londrés (2023-2024)
Se anunció en junio de 2022 que la producción volvería a realizar una gira por el Reino Unido teniendo un comienzo en The Lowry, Salford en septiembre de 2023, finalizando hasta julio de 2024. El protagonista fue Ivano Turco como Jamie. 

### México (2023)
La primera versión en español del musical tuvo su fecha de estreno el 14 de abril de 2023 en el Teatro Manolo Fábregas de la Ciudad de México. El espectáculo estuvo encabezado por el cantante y actor guatemalteco Nelson Carreras, y el actor de telenovelas mexicano Joaquín Bondoni, ambos con el papel de Jamie New. Florencia Benítez y María Filippini estuvieron en el papel de Margaret, Efraín Berry como el papá de Jamie y Alberto Lomnitz y Rogelio Suárez como Hugo/Loco Chanelle. El musical duró hasta el 27 de agosto del mismo año, logrando así más de 100 representaciones y obtener el Premio del Público en Los Metro, premiación que celebra lo más destacado del teatro en México. 

### Suecia (2023)
El 1 de septiembre de 2023 fue el estreno de la primera producción sueca, en la Ópera de Malmö con Oscar Pierrou Lindén en el papel principal (Jamie) y la cantante de ópera Loa Falkman (Hugo). 

### San Francisco (2024)
El 1 de junio de 2024, la primera producción estadounidense sin réplica fue estrenada en el Ray of Light Theatre de San Francisco. El elenco estuvo conformado con Romelo Urbi en el papel de Jamie, Anne Elizabeth Clark como Margaret y J. Conrad Frank (Katya Smirnoff-Skyy) como Hugo/Loco. El musical se realizó en el histórico Teatro Victoria. 

## Adaptación cinematográfica
En mayo de 2018, fue anunciado que el musical sería adaptado en un largometraje, distribuida por 20th Century Fox, (adquirida luego por The Walt Disney Company).  Después de varios retrasos, se programaría su lanzamiento para el 26 de febrero de 2021,  para después ser cancelado, y los derechos de distribución fueran vendidos (excluyendo en China) a Amazon Studios, ahora con un estreno reprogramado para el 17 de septiembre de 2021 en Amazon Prime Video.  El elenco de incluyó a Max Harwood como Jamie, Sarah Lancashire como Margaret, Richard E. Grant como Hugo y Shobna Gulati como Ray. Fue nominada al Premio BAFTA a la Mejor Película Británica en la 75ª edición de los Premios de Cine de la Academia Británica. 

## Premios y nominaciones

### Producción original (West End)
| Año  | Premios                       | Categoría                            | Nominado (a)                    | Resultado |
| ---- | ----------------------------- | ------------------------------------ | ------------------------------- | --------- |
| 2017 | Attitude Culture Award        | Attitude Culture Award               | Everybody's Talking About Jamie | Ganador   |
| 2017 | Critics' Circle Theatre Award | Most Promising Newcomer              | John McCrea                     | Ganador   |
| 2018 | WhatsOnStage Awards           | Best New Musical                     | Everybody's Talking About Jamie | Ganador   |
| 2018 | WhatsOnStage Awards           | Best Actor in a Musical              | John McCrea                     | Ganador   |
| 2018 | WhatsOnStage Awards           | Best Actress in a Musical            | Josie Walker                    | Nominada  |
| 2018 | WhatsOnStage Awards           | Best Supporting Actress in a Musical | Lucie Shorthouse                | Ganador   |
| 2018 | Laurence Olivier Awards       | Best New Musical                     | Everybody's Talking About Jamie | Nominado  |
| 2018 | Laurence Olivier Awards       | Best Actor in a Musical              | John McCrea                     | Nominado  |
| 2018 | Laurence Olivier Awards       | Best Actress in a Musical            | Josie Walker                    | Nominado  |
| 2018 | Laurence Olivier Awards       | Best Theatre Choreographer           | Kate Prince                     | Nominado  |
| 2018 | Laurence Olivier Awards       | Outstanding Achievement in Music     | Dan Gillespie Sells             | Nominado  |
| 2019 | WhatsOnStage Awards           | Best West End show                   | Everybody's Talking About Jamie | Nominado  |
| 2019 | WhatsOnStage Awards           | Best Original Cast Recording         | Everybody's Talking About Jamie | Ganador   |
| 2020 | WhatsOnStage Awards           | Audience Award for Best Musical      | Everybody's Talking About Jamie | Nominado  |

### Producción de México
| Año  | Premios                                                      | Categoría                                           | Nominado (a)                           | Resultado |
| ---- | ------------------------------------------------------------ | --------------------------------------------------- | -------------------------------------- | --------- |
| 2023 | Premios de la Agrupación de Críticos y Periodistas de Teatro | Musical del Año                                     | Todo el Mundo Habla de Jamie           | Ganador   |
| 2023 | Premios de la Agrupación de Críticos y Periodistas de Teatro | Mejor Actor en Rol Principal en un Musical          | Nelson Carreras                        | Nominado  |
| 2023 | Premios de la Agrupación de Críticos y Periodistas de Teatro | Mejor Actor en Rol Principal en un Musical          | Joaquín Bondoni                        | Nominado  |
| 2023 | Premios de la Agrupación de Críticos y Periodistas de Teatro | Revelación Masculina                                | Nelson Carreras                        | Ganador   |
| 2023 | Premios de la Agrupación de Críticos y Periodistas de Teatro | Mejor Actriz en Rol Principal en un Musical         | Florencia Benítez                      | Ganadora  |
| 2023 | Premios de la Agrupación de Críticos y Periodistas de Teatro | Actriz de Soporte en un Musical                     | Vanessa Bravo                          | Ganadora  |
| 2023 | Premios de la Agrupación de Críticos y Periodistas de Teatro | Actriz de Soporte en un Musical                     | Luz Aldán                              | Nominada  |
| 2023 | Premios de la Agrupación de Críticos y Periodistas de Teatro | Actor de Soporte en un Musical                      | Rogelio Suárez                         | Ganador   |
| 2023 | Premios de la Agrupación de Críticos y Periodistas de Teatro | Actor de Soporte en un Musical                      | Alberto Lomnitz                        | Nominado  |
| 2023 | Premios de la Agrupación de Críticos y Periodistas de Teatro | Mejor Ensamble en una Obra de Teatro Musical        | Elenco de Todo el Mundo Habla de Jamie | Nominado  |
| 2023 | Premios de la Agrupación de Críticos y Periodistas de Teatro | Dirección de Escena en un Musical                   | Alberto Lomnitz y Alejandro Villalobos | Ganadores |
| 2023 | Premios de la Agrupación de Críticos y Periodistas de Teatro | Mejor Diseño de Escenografía                        | Jorge Ballina                          | Nominado  |
| 2023 | Premios de la Agrupación de Críticos y Periodistas de Teatro | Mejor Coreografía / Movimiento para un Musical      | Hugo Curcumelis                        | Nominado  |
| 2023 | Premios de la Agrupación de Críticos y Periodistas de Teatro | Mejor Traducción / Adaptación                       | Alejandro Villalobos                   | Ganador   |
| 2023 | Los Metro                                                    | Mejor Obra de Teatro Musical                        | Todo el Mundo Habla de Jamie           | Nominado  |
| 2023 | Los Metro                                                    | Premio del Público a la Experiencia Teatral del Año | Todo el Mundo Habla de Jamie           | Ganador   |
| 2023 | Los Metro                                                    | Mejor Actuación Masculina Principal en un Musical   | Nelson Carreras                        | Ganador   |
| 2023 | Los Metro                                                    | Mejor Actuación Femenina Principal en un Musical    | Florencia Benítez                      | Nominada  |
| 2023 | Los Metro                                                    | Mejor Actuación Femenina de Reparto en un Musical   | Vanessa Bravo                          | Nominada  |
| 2023 | Los Metro                                                    | Mejor Actuación Femenina de Reparto en un Musical   | Luz Aldán                              | Nominada  |
| 2023 | Los Metro                                                    | Mejor Actuación Masculina de Reparto en un Musical  | Rogelio Suárez                         | Nominado  |
| 2023 | Los Metro                                                    | Mejor Ensamble en un Obra de Teatro o Musical       | Elenco de Todo el Mundo Habla de Jamie | Nominado  |
| 2023 | Los Metro                                                    | Mejor Diseño de Vestuario para un Musical           | Lisa Katnic                            | Nominada  |
| 2023 | Los Metro                                                    | Mejor Diseño de Iluminación para un Musical         | Félix Arroyo                           | Ganador   |
| 2023 | Los Metro                                                    | Mejor Diseño de Escenografía para un Musical        | Jorge Ballina y Antonio Saucedo        | Ganador   |
| 2023 | Los Metro                                                    | Mejor Coreografía y/o Movimiento para un Musical    | Hugo Curcumelis                        | Ganador   |
| 2023 | Los Metro                                                    | Mejor Diseño Sonoro para un Musical                 | Miguel Jiménez                         | Nominado  |
| 2023 | Impulse LGBTIQ Awards                                        | Proyecto Teatral LGBTIQ del Año                     | Todo el Mundo Habla de Jamie           | Ganador   |